# Kaluđerica
Kaluđerica (em cirílico:Калуђерица) é uma vila da Sérvia localizada no município de Grocka, pertencente ao distrito de Belgrado, na região de Šumadija. Possuía uma população de 25700 habitantes segundo o censo de 2009.

## Demografia
| 1948 | 1953  | 1961  | 1971  | 1981   | 1991   | 2002   |
| ---- | ----- | ----- | ----- | ------ | ------ | ------ |
| 934  | 1 011 | 1 066 | 1 909 | 12 435 | 18 326 | 22 248 |